# Rappaskoski (fors, lat 68,47, long 22,15)
Rappaskoski är en fors i Finland, på gränsen till Sverige. Den ligger i den norra delen av landet, 900 km norr om huvudstaden Helsingfors. Rappaskoski ligger 341 meter över havet.
Terrängen runt Rappaskoski är platt. Trakten runt Rappaskoski är nära nog obefolkad, med mindre än två invånare per kvadratkilometer. Närmaste större samhälle är Karesuvanto, 13,8 km öster om Rappaskoski. Omgivningarna runt Rappaskoski är i huvudsak ett öppet busklandskap.